# Eustrotia cataea
Eustrotia cataea là một loài bướm đêm trong họ Noctuidae.